# Przemysław Gębal
Przemysław Ernest Gębal (ur. 13 lipca 1972 w Kaliszu) – polski językoznawca, pedagog językowy, glottodydaktyk i pedeutolog, prof. dr hab. nauk humanistycznych, profesor w Instytucie Lingwistyki Stosowanej Uniwersytetu Gdańskiego.

## Życiorys
Ukończył studia filologii germańskiej na Uniwersytecie Wrocławskim, dodatkowo studiował języki romańskie na Freie Universität w Berlinie i Université Paris – III (La Sorbonne Nouvelle). 19 maja 2005 uzyskał stopień doktora na podstawie dysertacji Realioznawstwo w podręcznikach do nauczania języków polskiego i niemieckiego jako obcych. Analiza porównawcza programów i pomocy dydaktycznych (promotor – Władysław Miodunka). 22 stycznia 2014 habilitował się na podstawie pracy Modele kształcenia nauczycieli języków obcych w Polsce i w Niemczech. W stronę glottodydaktyki porównawczej. 27 lipca 2021 został mu nadany tytuł profesora nauk humanistycznych.
Pracownik naukowy i wykładowca wielu polskich uczelni. W latach 2008–2017 zatrudniony na stanowisku adiunkta w Centrum Języka i Kultury Polskiej w Świecie na Wydziale Polonistyki Uniwersytetu Jagiellońskiego. Był także w latach 2005–2018 adiunktem i profesorem nadzwyczajnym w Instytucie Lingwistyki Stosowanej Uniwersytetu Warszawskiego (w którym kierował Zakładem Glottodydaktyki), a w latach 2017-2022 profesorem w Instytucie Badań nad Edukacją i Komunikacją Politechniki Śląskiej (w którym kierował Zakładem Lingwistyki Stosowanej i pełnił funkcję zastępcy dyrektora instytutu) oraz profesorem w Instytucie Polonistyki Stosowanej Uniwersytetu Warszawskiego. Obecnie kierownik Zakładu Lingwistyki Wielojęzycznej i Interkulturowej w Instytucie Lingwistyki Stosowanej Uniwersytetu Gdańskiego, ekspert w Instytucie Rozwoju Języka Polskiego w Warszawie. 
Jego zainteresowania naukowe obejmują wielojęzyczność i wielokulturowość oraz nauczanie języków obcych, a także dydaktykę języka polskiego jako obcego i drugiego. Jest promotorem koncepcji glottodydaktyki porównawczej oraz zorientowanych humanistycznie nurtów edukacji językowej. Jego działalność naukowa stanowi kontynuację idei krakowskiej szkoły glottodydaktyki polonistycznej Władysława Miodunki. Jest propagatorem dydaktyki języków obcych, stanowiącej humanistyczne zaplecze rozwoju autonomicznej glottodydaktyki.
Przygotowywane przez niego opracowania naukowe skupiają się głównie wokół zagadnień związanych z pedagogiką językową, glottodydaktyką ogólną i porównawczą, pedeutologią (przede wszystkim kształceniem nauczycieli języków obcych), nauczaniem międzykulturowym i kulturowymi uwarunkowaniami edukacji językowej, dydaktyką języków dla potrzeb zawodowych oraz nauczaniem języka polskiego jako drugiego w tle procesów migracji.
Jest inicjatorem i redaktorem trzech serii wydawniczych: serii InterVAL (Interdisziplinäre Verortungen der Angewandten Linguistik) w Vandenhoeck&Ruprecht Verlage (V&R unipress) w Getyndze,  serii Glottodydaktyka w Wydawnictwie Naukowym PWN w Warszawie oraz serii Nowe w glottodydaktyce. Studia lingwistyczne i pedagogiczne w krakowskiej oficynie Księgarnia Akademicka.
Jest trenerem, facylitatorem, analitykiem transakcyjnym, mentorem oraz akredytowanym tutorem rozwojowym i akademickim. Autorem podręczników akademickich z zakresu uczenia się i nauczania języków oraz podręczników szkolnych i kursowych do nauki języków obcych.
W kadencji 2024-2028 pełni funkcję przewodniczącego Rady Dyscypliny Językoznawstwo Uniwersytetu Gdańskiego. 

## Wybrane publikacje
Źródło
MONOGRAFIE/PODRĘCZNIKI AKADEMICKIE:
- Dydaktyka kultury polskiej w kształceniu językowym cudzoziemców. Podejście porównawcze, Universitas, Kraków 2010, ISBN 978-83-242-1333-7.
- Modele kształcenia nauczycieli języków obcych w Polsce i w Niemczech. W stronę glottodydaktyki porównawczej, Księgarnia Akademicka, Kraków 2013, ISBN 978-83-7638-202-9.
- Krakowska szkoła glottodydaktyki porównawczej na tle rozwoju glottodydaktyki ogólnej i polonistycznej, Księgarnia Akademicka, Kraków 2014, ISBN 978-83-7638-396-5.
- Podstawy dydaktyki języka polskiego jako drugiego. Podejście integracyjno-inkluzyjne, Księgarnia Akademicka, Kraków 2018, ISBN 978-83-7638-931-8.
- Dydaktyka języków obcych. Wprowadzenie, Wydawnictwo Naukowe PWN, Warszawa 2019, ISBN 978-83-01-20820-2.
- Dydaktyka i metodyka nauczania języka polskiego jako obcego i drugiego (współautor Władysław Miodunka), Wydawnictwo Naukowe PWN, Warszawa 2020, ISBN 978-83-01-21429-6.
- Teaching and Learning English. Education for Life (współautorzy: Czesław Kiński, Sarah Mercer, Sabina A. Nowak, Małgorzata Szulc-Kurpaska), Wydawnictwo Naukowe PWN, Warszawa 2023, ISBN: 978-83-01-22127-0[12].
- Didactics of Polish as a Foreign and Second Language against the European Background (współautor: Władysław Miodunka), Vandenhoeck&Ruprecht Verlage, Göttingen 2023, ISBN: 978-3-8471-1649-3[13].
- Дидактика й методика навчання польської мови як іноземної в українському контексті (współautorzy: Władysław Miodunka, Yuliia Vaseiko), Księgarnia Akademicka, Kraków 2024, ISBN 978-83-8368-166-5[14].
- Dydaktyka języków romańskich na przykładzie francuskiego, hiszpańskiego i włoskiego (współautor: Aleksander Wiater), Wydawnictwo Naukowe PWN, Warszawa 2025, ISBN 9788301242503[15].